# Bellavilliers
Bellavilliers település Franciaországban, Orne megyében. Lakosainak száma 135 fő (2022. január 1.). Bellavilliers Saint-Jouin-de-Blavou, Le Pin-la-Garenne és Belforêt-en-Perche községekkel határos.

## Népesség
A település népességének változása:
| Lakosok száma | 147  | 149  | 148  | 139  | 134  | 132  | 130  | 127  | 135  |
|               | 2013 | 2015 | 2016 | 2017 | 2018 | 2019 | 2020 | 2021 | 2022 |